# Neoperla hubbsi
Neoperla hubbsi är en bäcksländeart som beskrevs av William Edwin Ricker 1952. Neoperla hubbsi ingår i släktet Neoperla och familjen jättebäcksländor. Inga underarter finns listade i Catalogue of Life.